# Jacques-Henri Bernardin de Saint-Pierre

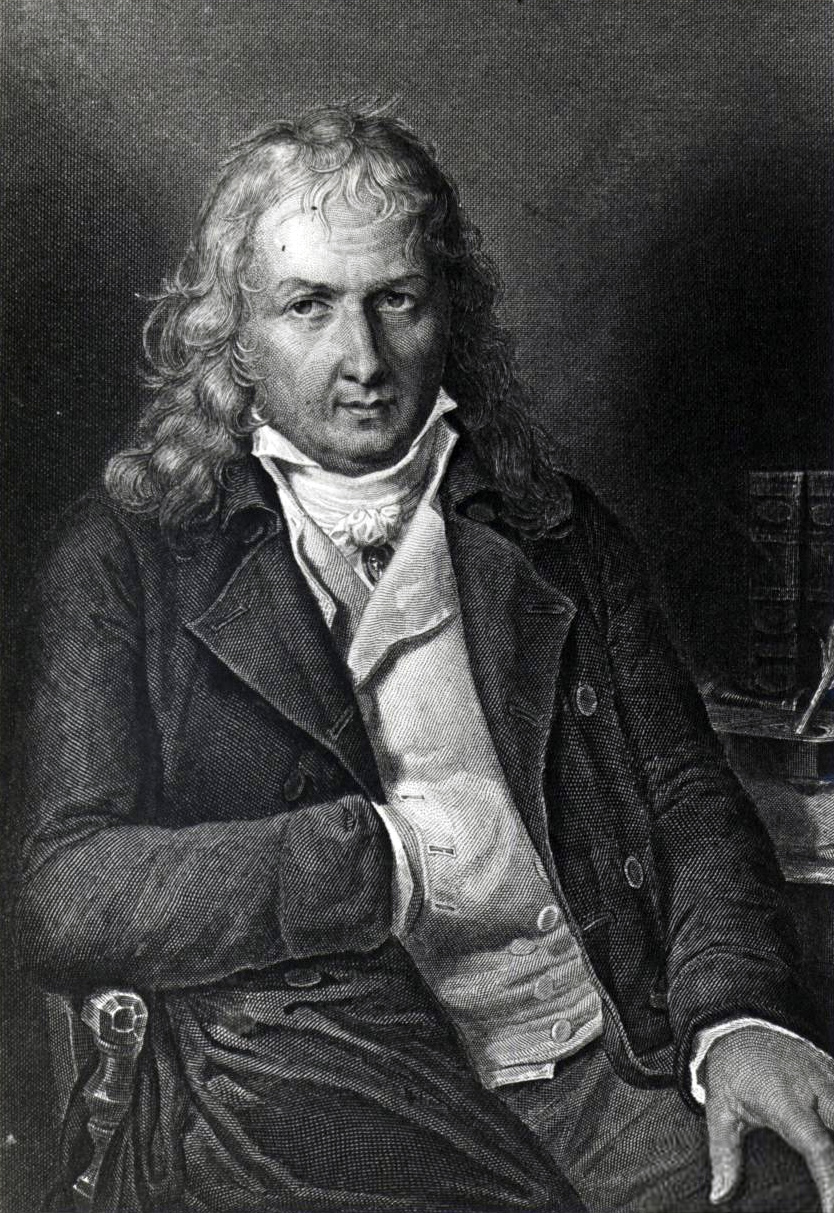
Jacques Bernardin Henri de Saint-Pierre
(1806), Louis Lafitte

Jacques Bernardin Henri de Saint-Pierre (Le Havre, 19 januari 1737 - Éragny (Cergy-Pontoise), 21 januari 1814) was een Franse ingenieur, wereldreiziger, schrijver, botanicus, vegetariër en professor moraalfilosofie. Bernardin was de belangrijkste vertegenwoordiger van Rousseau's ideeën uit de Verlichting; met zijn "Études de la nature" beïnvloedde hij de romantische schrijvers van de 19e eeuw.

## Biografie
Als jongen las hij Robinson Crusoe. Op zijn twaalfde schijnt hij met zijn oom, een scheepskapitein, een reis naar West-Indië te hebben gemaakt. Vervolgens studeerde hij af als ingenieur en trad in dienst van het Franse leger tijdens de Zevenjarige Oorlog. 
Bernardin was in dienst van Rusland, Polen, Pruisen, en verbleef in 1768 op het eiland Mauritius, waar zich een politiek experiment afspeelde. Het kan ook zijn dat hij daar verbleef in afwachting van de volgende Venusovergang in 1769. Zijn rusteloze geest veroorzaakte dat hij nergens bleef, tot hij zich in 1771 vestigde in Parijs.
Zijn eerste werk, "Voyage à l'Isle de France" sloeg niet aan, maar des te meer succes had hij met zijn "Études de la nature", waarin hij zijn voorliefde voor de natuur en de sociale wantoestanden ten tijde van het ancien régime beschreef. Van het grootste belang daarbij was zijn vriendschap met Jean-Jacques Rousseau. Het vierde deel van "Études" (1787) is de bijna in alle talen vertaalde charmante, naïeve idylle "Paul et Virginie". Met dat werk steeg zijn roem. 
Het verhaal is eenvoudig. Twee vrouwen eindigen met hun twee jonge kinderen op het "Île de France", een koloniale naam voor hedendaagse Mauritius: een vrouw is weduwe, de ander is verlaten door haar minnaar. De twee besluiten om dicht bij elkaar te wonen en samen hun kinderen opvoeden, met hun trouwe slaven Marie en Domingue, en de hond Fidele. De houding van de slavernij lijkt prima te zijn, zolang hun meesters aardig voor hen zijn.
Paul en Virginie zijn mooie, kleine kinderen, in contact met de natuur, vrij van de corrumperende invloed van de beschaving. De aarde biedt alles wat ze nodig hebben, en ze zorgen voor hun stukje grond. Als ze ouder worden - mogelijk door gebrek aan andere opties - raken ze verliefd op elkaar. Hun moeders willen dat ze zullen trouwen, maar Virginie's moeder maakt zich zorgen dat het meisje te jong zwanger raakt. Ze is ook bezorgd dat de twee geen geld hebben wanneer ze ouder zijn. Dus, als een rijke tante in Parijs aanbiedt om  Virginie als haar erfgenaam te benoemen, stuurt haar moeder haar terug naar Frankrijk. Virginie verlaat het eiland op een boot, maar weigert zich van enkele kledingstukken te ontdoen op verzoek van een zeeman, etc. 
Het boek, waarin op bijna iedere pagina wordt gehuild, werd bewonderd door Napoleon, Alexander von Humboldt en Madame Bovary en zou in de 19e eeuw leidden tot een soort deseksualisering van de vrouw.
Bernardin is benoemd tot docent ethiek aan de in 1794 opgerichte École normale supérieure, maar moest die functie al snel opgeven. Bernardin is of zou worden aangesteld als huisleraar van de dauphin (kroonprins), Lodewijk XVII als die niet in 1795 was gestorven aan scrofulose. In 1797 is hij benoemd als opvolger van Georges-Louis Leclerc de Buffon in de Jardin des Plantes.
Bernardin was lid van het Institut de France in 1795 en 1798 en werd in 1803 verkozen tot lid van de Académie française.

## Afbeeldingen

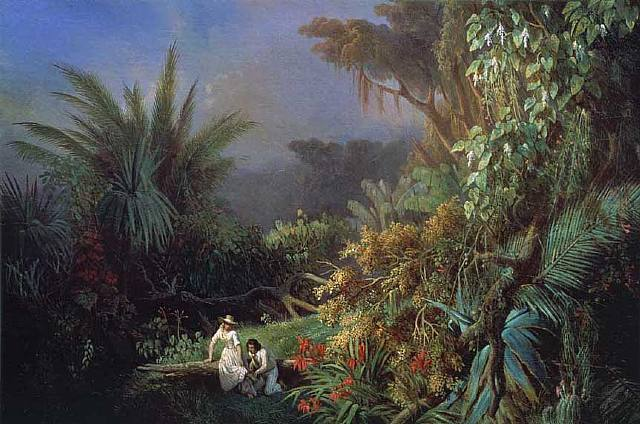
Paul et Virginie (1844), Pharamond Blanchard
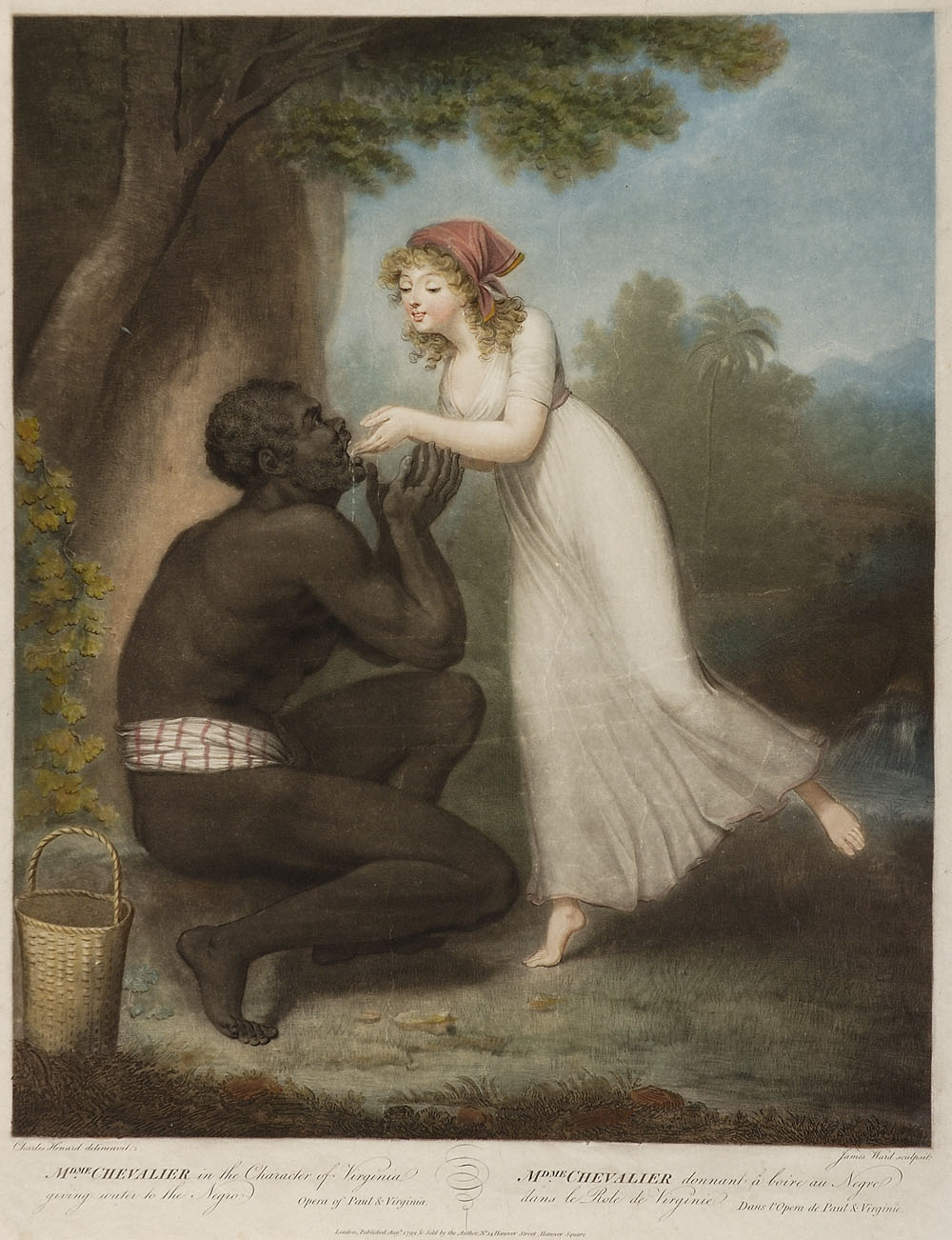
Virginie geeft de man water (1799), James Ward
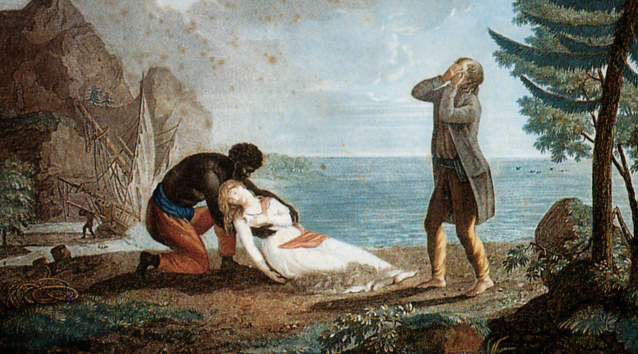
Virginie sterft op het strand nadat haar schip is gestrand (18e eeuw), Musée de la Compagnie des Indes

- Bibsys: 90251071
- Biblioteca Nacional de España: XX990697
- Bibliothèque nationale de France: cb119233929 (data)
- Author citation (botany): Bernardin
- Catàleg d'autoritats de noms i títols de Catalunya: 981058521555006706
- CiNii: DA01044511
- Gemeinsame Normdatei: 118604945
- International Standard Name Identifier: 0000 0001 2134 8098
- Library of Congress Control Number: n50032770
- Nationale Bibliotheek van Letland: 000004694
- MusicBrainz: 3d9e0bec-4b37-4709-8f36-b445155c8e13
- Bibliotheek van het Japanse parlement: 00455157
- Nationale Bibliotheek van Tsjechië: jo20000082656
- Nationale bibliotheek van Australië: 36092096
- Nationale Bibliotheek van Israël: 987007267402205171
- Nationale en Universitaire bibliotheek Zagreb: 000065015
- Nederlandse Thesaurus van Auteursnamen: 069496919
- Istituto Centrale per il Catalogo Unico: TO0V090844
- LIBRIS: 250393
- SNAC: w6zj063v
- Système universitaire de documentation: 027118959
- Trove: 1210895
- Virtual International Authority File: 59088938
- WorldCat: E39PBJqfJtkMJ9chVMQQdTHcT3